# Ben Davies (Fußballspieler, 1995)
Benjamin Keith „Ben“ Davies (* 11. August 1995 in Barrow-in-Furness) ist ein englischer Fußballspieler, der bei den Glasgow Rangers in der Scottish Premiership unter Vertrag steht.

## Karriere
Ben Davies wurde in Barrow-in-Furness, in der Grafschaft Cumbria im Nordwesten Englands geboren. Er begann seine Karriere in seiner Geburtsstadt bei den Furness Rovers und wechselte im Jahr 2007 im Alter von 11 Jahren zu Preston North End. Er gab sein Debüt für die erste Mannschaft im Alter von 17 Jahren in der Startelf bei einem 2:2-Unentschieden gegen Coventry City am 26. Januar 2013. Er erhielt Lob von Prestons Trainer Graham Westley, der den Übergang von Davies in die erste Mannschaft einleitete. Davies behielt seinen Platz in der ersten Elf von Preston auch für das nächste Heimspiel in der dritten Liga gegen Shrewsbury Town. Sein zweites Spiel verlief nicht so gut wie sein Debüt, als er in der 90. Minute einen Elfmeter verursachte, nachdem er Marvin Morgan im Strafraum gefoult hatte. Er wurde kurz darauf gegen Paul Huntington ausgewechselt, wobei Preston das Ligaspiel letztendlich verlor. Nach einem weiteren Einsatz gegen Yeovil Town im Februar 2013, erhielt er am Ende der Saison einen einjährigen Profivertrag bei Preston mit der Option ihn um ein zweites Jahr zu verlängern.

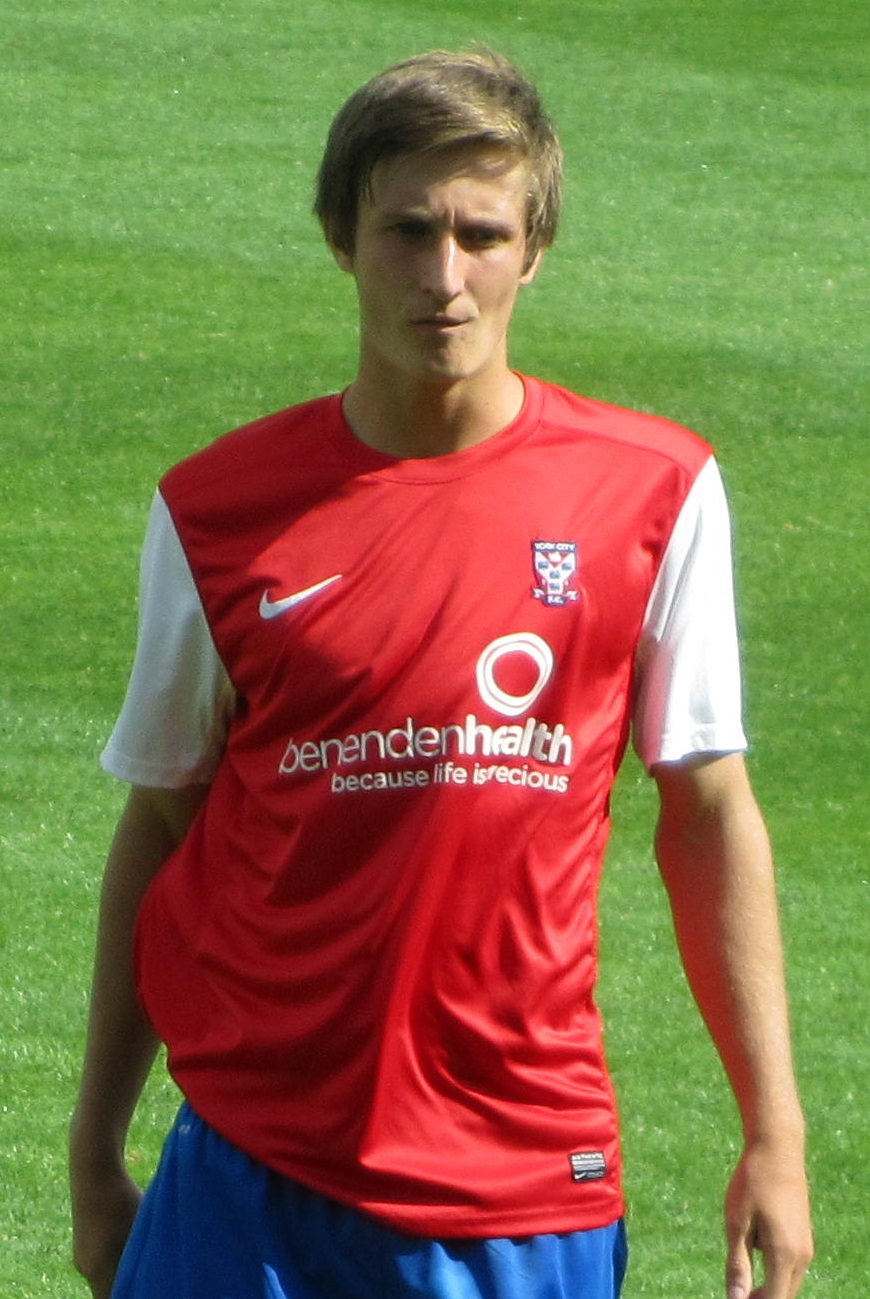
Davies als Spieler von York City

Davies wechselte im Juli 2013 mit einer einmonatigen Leihe zum englischen Viertligisten York City. Im August 2013 wurde seine Leihe bis Januar 2014 verlängert, und danach bis zum Ende der Saison ausgedehnt. Er spielte 44 Mal für York City, das sich in der Saison 2013/14 für die Aufstiegs-Play-offs qualifizierte, aber im Halbfinale mit 0:1 gegen Fleetwood Town verlor. Nach seiner Rückkehr nach Preston unterzeichnete er eine zweijährige Vertragsverlängerung.
Nach vier Einsätzen für seinen Stammverein wechselte Davies im September 2014 für einen Monat zu den Tranmere Rovers aus der dritten Liga. Er spielte in drei Spielen für Tranmere und kehrte nach Ablauf der Leihe im Oktober 2014 zu Preston zurück. Am Ende der Saison 2014/15 stieg Preston in die zweite Liga auf.
Ein Jahr später, im September 2015 wechselte Davies mit einer einmonatigen Leihe zum Fünftligisten FC Southport. Ab Januar 2016 folgte eine Leihe zum AFC Newport County. Als Stammspieler verhalf er dem Verein zum Klassenerhalt in der vierten Liga.
Die Rückrunde der Saison 2016/17 verbrachte er beim Drittligisten Fleetwood Town, für den er 22 Ligaspiele absolvierte und sein erstes Profitor erzielte. Der Verein qualifizierte sich für die Play-offs um den Aufstieg, verlor jedoch im Halbfinale gegen Bradford City.
Nach fünf Leihstationen etablierte sich Davies ab der Spielzeit 2017/18 als Stammspieler in Preston. Er unterzeichnete im März 2018 einen neuen Dreieinhalbjahresvertrag, nachdem er in Preston zum „Young Player of the Year“ und „Player of the Year“ gewählt worden war.
Davies unterzeichnete am 1. Februar 2021 einen langfristigen Vertrag beim Premier-League-Verein FC Liverpool, nachdem dieser eine Ablösesumme in Millionenhöhe gezahlt hatte. Davies kam im Rest der Saison 2020/21 nicht mehr für Liverpool zum Einsatz. Ab 2021 August wurde er zum Zweitligisten Sheffield United verliehen. Ohne einen Einsatz für die „Reds“ aus Liverpool absolviert zu haben, wechselte er im Juli 2022 für eine Ablösesumme nach Schottland zu den Glasgow Rangers mit einem Vierjahresvertrag.